# Электроактивные полимеры

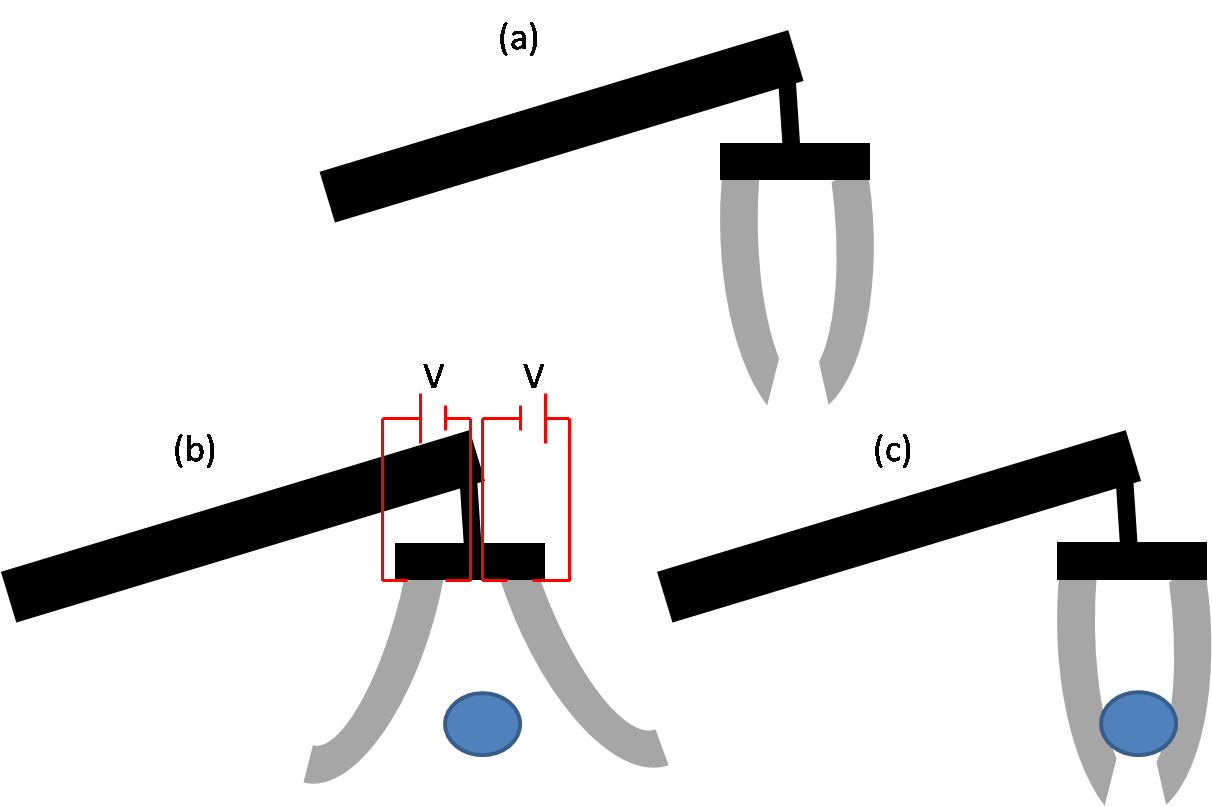
Принцип работы ЭАП схвата. (b) При приложении напряжения ЭАП пластины расходятся и схват можно подвести к объекту. (c) При снятии напряжения ЭАП пластины принимают первоначальную форму и удерживают объект

Электроактивные полимеры (ЭАП) — полимеры, изменяющие форму при приложении к ним электрического напряжения. Они могут использоваться как двигатели, так и как сенсоры. В качестве двигателей они могут значительно деформироваться, в то же время развивая значительное усилие.
Благодаря схожести с живыми мускулами по развиваемым усилиям, их часто называют искусственными мышцами.
Электроактивные полимеры используются в робототехнике в качестве линейных приводов.

## Классификация
ЭАП можно разделить на два класса:
- Диэлектрические ЭАП (диэлектрические эластомеры) — в них усилие возникает в результате электростатических сил, возникающих между электродами, сжимающими полимер. Диэлектрические эластомеры способны выдерживать очень высокие напряжения и фактически представляют собой конденсатор, который изменяет свою ёмкость при приложении электрического напряжения за счёт того, что полимер может сжиматься в одном направлении, растягиваясь при этом в другом и увеличивая свою площадь под действием электрического поля. Этот тип ЭАП требует высокой напряжённости электрического поля (и соответственно высокого напряжения — сотни и даже тысячи вольт), однако отличаются низким энергопотреблением. Диэлектрические ЭАП не потребляют энергию для сохранения заданного положения.
- Ионные ЭАП, в которых усилие возникает из-за смещения ионов в полимере. Рабочие напряжения ионных ЭАП — единицы вольт, но необходимость поддержания потока ионов приводит к большему энергопотреблению, кроме того, для поддержания заданного положения необходим постоянный расход энергии.

## Также
Системы электроактивных полимеров используются в игре Crysis в наномускульном костюме в режиме брони.